# Diócesis de Aire y Dax
La diócesis de Aire y Dax (en latín: Dioecesis Aturensis et Aquae Augustae y en francés: Diocèse d'Aire et Dax) es una circunscripción eclesiástica de la Iglesia católica en Francia. Se trata de una diócesis latina, sufragánea de la arquidiócesis de Burdeos. Desde el 15 de noviembre de 2017 su obispo es Nicolas Souchu.

## Territorio y organización

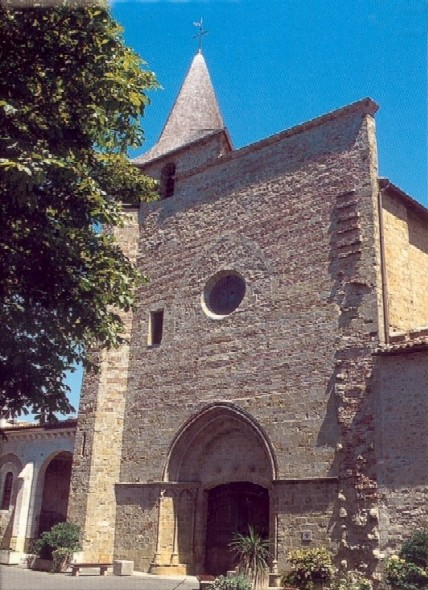
Concatedral de San Juan Bautista, en Aire-sur-l'Adour

La diócesis tiene 9364 km² y extiende su jurisdicción sobre los fieles católicos de rito latino residentes en el departamento de Landas en la región de Nueva Aquitania.

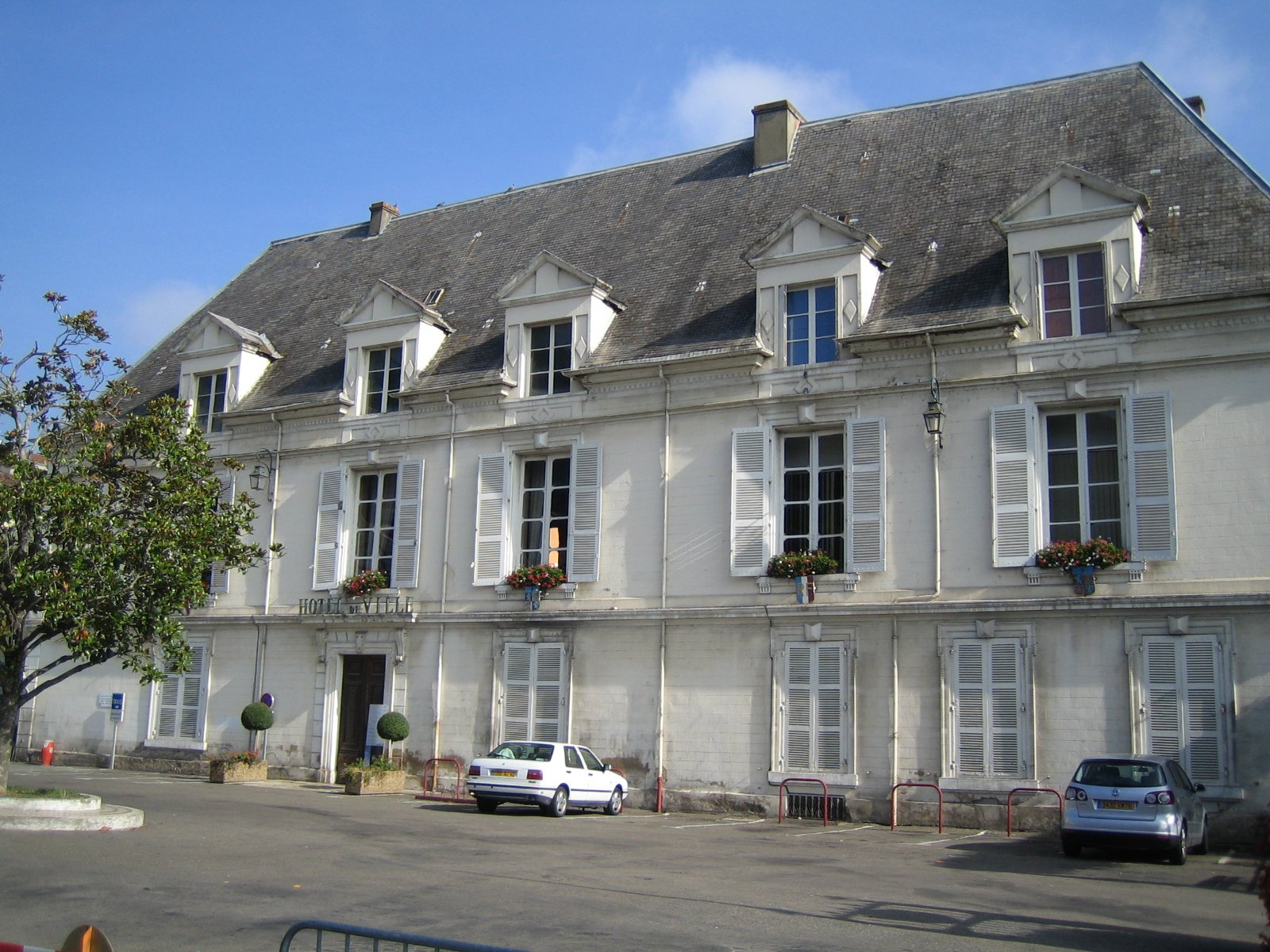
El Hôtel de la ville de Aire-sur-l'Adour; hasta 1927 fue palacio episcopal de la diócesis

La sede de la diócesis se encuentra en la ciudad de Dax, en donde se halla la Catedral de Nuestra Señora. En Aire-sur-l'Adour se encuentra la Concatedral de San Juan Bautista.

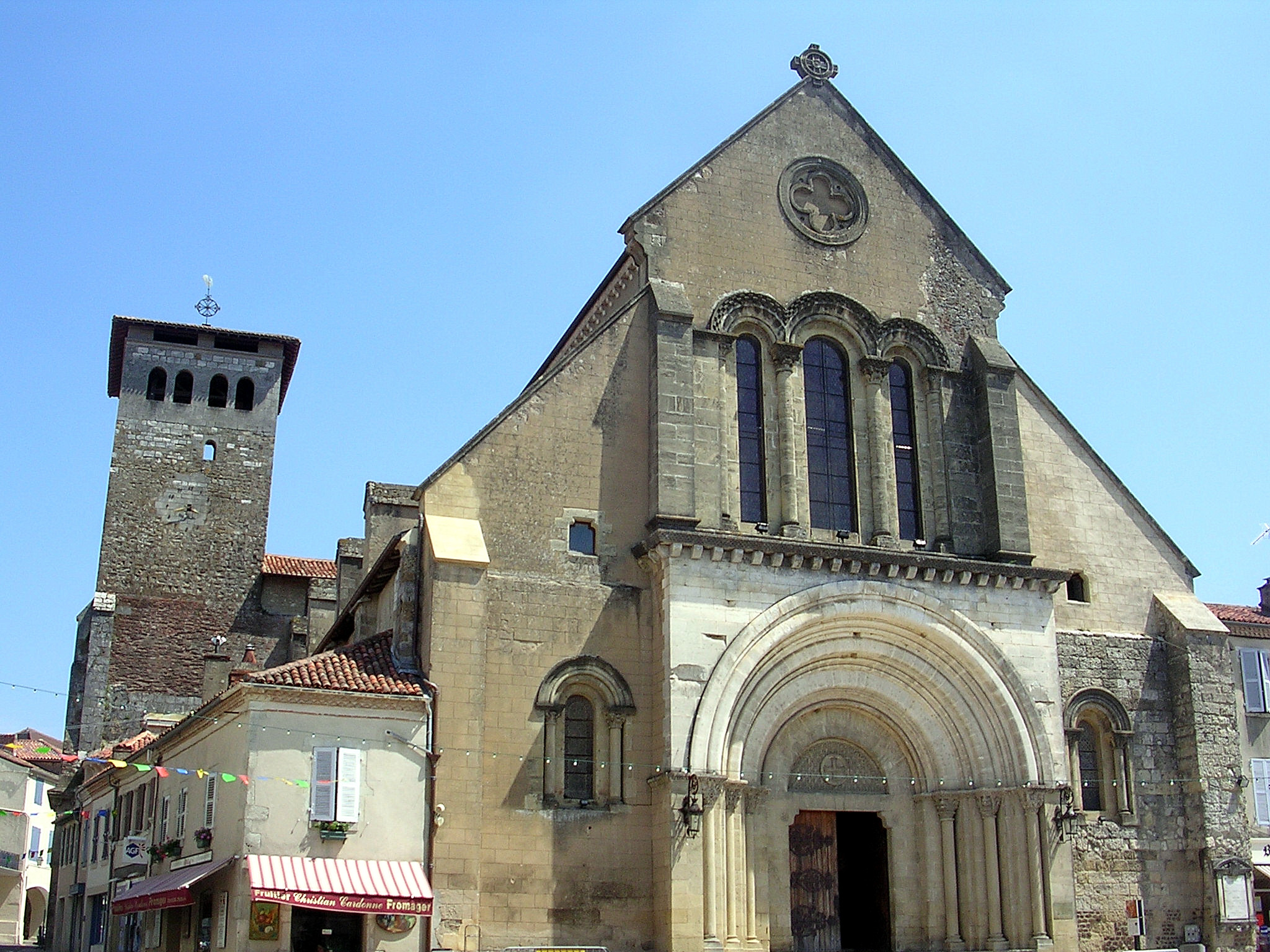
Iglesia de la Abadía de Saint-Sever

En 2022 en la diócesis existían 35 parroquias.

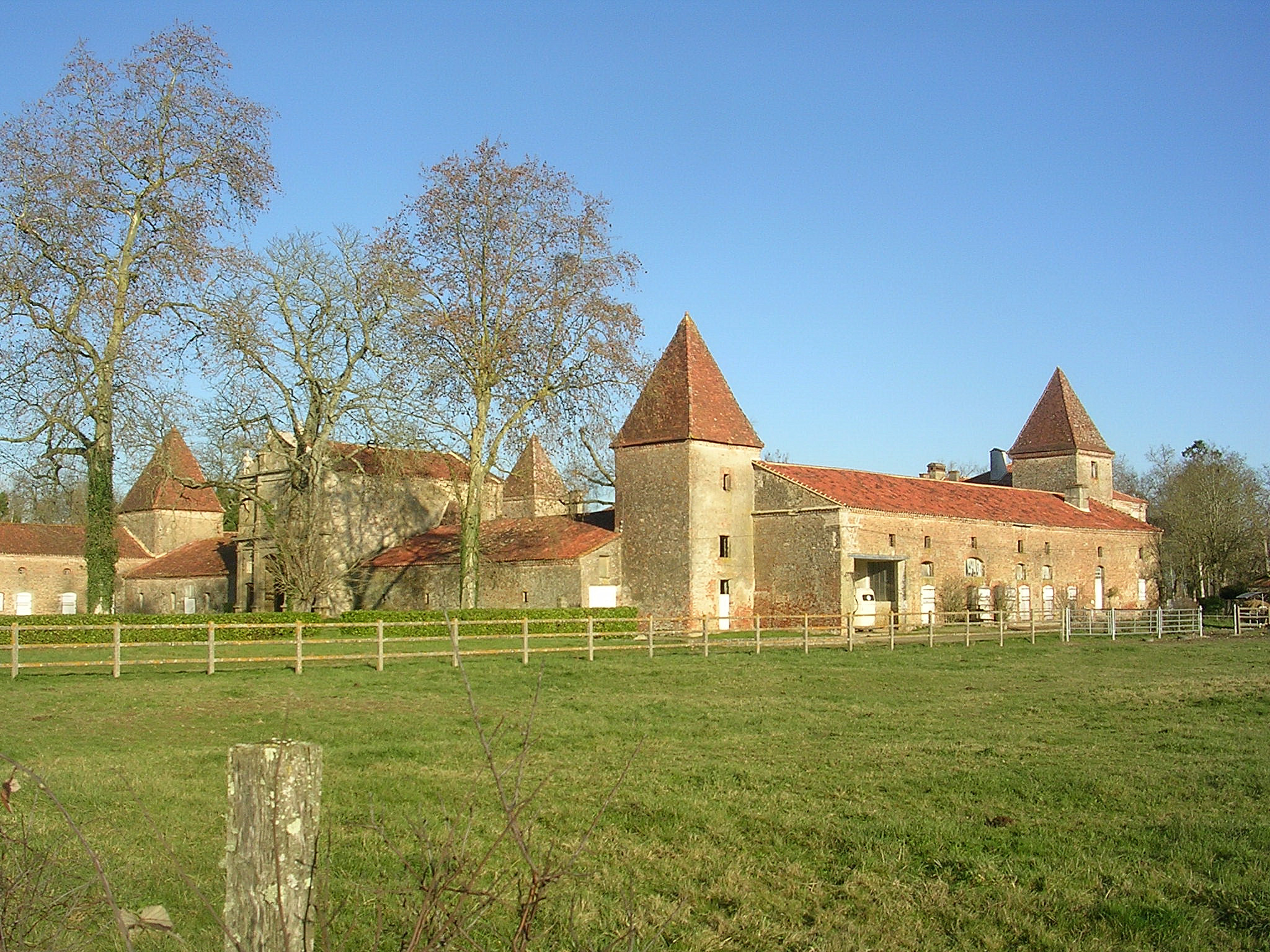
La abadía de Saint-Jean-de-la-Castelle, situada en el municipio de Duhort-Bachen

## Historia
Las civitates Aturensium et Aquensium fueron dos de las ciudades que constituían la provincia romana de Novempopulania, como atestigua la Notitia Galliarum que data de principios del siglo V.
Los orígenes de las dos diócesis son inciertos. Según la tradición, la diócesis de Dax se remonta a la época del martirio de san Vicente, el primer obispo; pero su vida, más bien legendaria y tardía, no permite precisar mejor la cronología de la fundación (quizás en el siglo IV). Lo mismo puede decirse de Aire, cuyos orígenes están vinculados a las leyendas del martirio de santa Quiteria (Quitterie) y de los santos Girone (Girons) y Severo. Ambas diócesis estuvieron representadas en el Concilio de Agda en 506 por los obispos Graciano de Dax y Marcelo de Aire; se trata de la primera mención histórica relativa a las dos diócesis, que eran sufragáneas de la arquidiócesis de Eauze, sede metropolitana civil y religiosa de Novempopulania.
Al no existir catálogos episcopales antiguos derivados de dípticos, son pocos los obispos conocidos del primer milenio, debido también a las invasiones y destrucción llevadas a cabo primero por los sarracenos (siglo VIII) y luego por los normandos (siglo IX).
Precisamente a causa de estas invasiones, algunos estudiosos del siglo XIX han avanzado la hipótesis de que entre los siglos X y XI, coincidiendo con el nacimiento del Ducado de Vasconia (o Gascuña), las diócesis de la parte occidental de Novempopulania (Lescar, Bayona, Oloron, Aire y Dax) habían constituido una sola gran diócesis, con el nombre de diócesis de Gascuña con probable sede en Bazas. Hay tres obispos conocidos que las fuentes llaman episcopi Vasconiae seu Vasconensis: Gombaldo, Arsio Raca y Raimundo el Viejo. El Concilio de Toulouse de 1058 puso fin a esta situación irregular, restaurando todas las antiguas sedes episcopales, a menudo vacantes durante mucho tiempo, como las de Aire y Dax. A partir de ese momento las diócesis pasaron a ser sufragáneas de la arquidiócesis de Auch, que había tomado el lugar de la destruida Eauze desde el siglo IX.
A principios del siglo XI, la diócesis de Dax perdió toda la parte sur de su territorio ante la erección de la diócesis de Labort (que más tarde tomó el nombre de diócesis de Bayona). Sin especificar durante mucho tiempo, los límites territoriales de la diócesis de Dax no se establecieron hasta finales del siglo XI bajo el episcopado de Raymond de Sentes, que dividió la diócesis en cuatro arcedianatos, que a partir del siglo XIV, con el obispo Arnaud de Villas, fueron sustituidos por arciprestazgos (eran 19 a finales del siglo XVIII). La diócesis de Aire, sin embargo, se organizó en el siglo XII en dos arcedianatos y en el siglo siguiente en seis arciprestazgos. Esta organización territorial se mantuvo sin cambios hasta la disolución de las dos diócesis durante la Revolución francesa.
En el siglo XVI las dos diócesis se vieron involucradas en las guerras religiosas que devastaron todo el suroeste de Francia y que provocaron muerte, masacres y desolación en todas las Landas. Sufrió sobre todo la diócesis de Dax, cuyo territorio meridional penetraba, como una cuña, en el País Vasco (hasta Larceveau) donde la influencia de los protestantes fue grande gracias a la reina Juana III de Navarra.
El territorio de las dos diócesis era rico en edificios religiosos. Entre ellas se encuentran la abadía de Saint-Sever (benedictina) y la abadía premonstratense de Saint-Jean-de-la-Castelle en la diócesis de Aire; y en la diócesis de Dax, las abadías benedictinas de Sorde, Cagnotte y Divielle, y la abadía premonstratense de Arthous.
Las constituciones sinodales de la antigua diócesis de Dax, publicadas por el Abbé Degert, son de gran interés histórico para el estudio de las antiguas constituciones y costumbres de los siglos XIII y XIV. Degert en el transcurso de estas publicaciones logró rectificar algunos errores en las listas episcopales de Gallia christiana.
Alrededor de 1588 san Vicente de Paúl hizo sus primeros estudios con los franciscanos de Dax, pero una buena educación secundaria en Dax sólo se remonta a la fundación de los barnabitas en 1640.
A raíz del concordato, el 29 de noviembre de 1801 con la bula Qui Christi Domini del papa Pío VII las dos diócesis fueron suprimidas y su territorio fue incorporado a la diócesis de Bayona.
En junio de 1817 se estipuló un nuevo concordato entre la Santa Sede y el gobierno francés, al que siguió el 27 de julio la bula Commissa divinitus, con la que el papa restableció la sede única de Aire. Sin embargo, dado que el concordato no entró en vigor al no ser ratificado por el Parlamento de París, esta erección no tuvo efecto.
El 6 de octubre de 1822 se restableció definitivamente la diócesis de Aire con la bula Paternae charitatis del papa Pío VII como sufragánea de la arquidiócesis de Auch. Su territorio también incluía la mayor parte de la antigua diócesis de Dax; por este motivo, el 9 de diciembre de 1856, a los obispos de Aire se les permitió añadir el de Dax a su título.
El 31 de marzo de 1933, a raíz de la bula Ad rectum et utile del papa Pío XI la residencia del obispo se trasladó de Aire a Dax y la diócesis adoptó su nombre actual. Al mismo tiempo, la Catedral de San Juan Bautista de Aire se convirtió en concatedral, mientras que la iglesia de Santa María de Dax fue elevada a catedral.
El 8 de diciembre de 2002, con la reorganización de los distritos diocesanos franceses, la diócesis pasó a formar parte de la provincia eclesiástica de la arquidiócesis de Burdeos.

## Estadísticas
Según el Anuario Pontificio 2023 la diócesis tenía a fines de 2022 un total de 272 000 fieles bautizados.
| Año                                                                             | Población            | Población | Población      | Sacerdotes | Sacerdotes    | Sacerdotes    | Bautizados por sacerdote | Diáconos permanentes | Religiosos | Religiosos | Parroquias |
| Año                                                                             | Bautizados católicos | Total     | % de católicos | Total      | Clero secular | Clero regular | Bautizados por sacerdote | Diáconos permanentes | Varones    | Mujeres    | Parroquias |
| ------------------------------------------------------------------------------- | -------------------- | --------- | -------------- | ---------- | ------------- | ------------- | ------------------------ | -------------------- | ---------- | ---------- | ---------- |
| 1948                                                                            | 240 000              | 251 436   | 95.5           | 394        | 354           | 40            | 609                      |                      |            |            | 324        |
| 1958                                                                            | 238 000              | 248 943   | 95.6           | 379        | 377           | 2             | 627                      |                      | 50         | 420        | 322        |
| 1970                                                                            | 250 000              | 277 381   | 90.1           | 352        | 326           | 26            | 710                      |                      | 38         | 292        | 326        |
| 1980                                                                            | 252 300              | 301 800   | 83.6           | 314        | 275           | 39            | 803                      |                      | 53         | 447        | 345        |
| 1990                                                                            | 260 000              | 312 000   | 83.3           | 284        | 247           | 37            | 915                      | 3                    | 71         | 328        | 351        |
| 1999                                                                            | 255 000              | 311 458   | 81.9           | 233        | 199           | 34            | 1094                     | 4                    | 46         | 169        | 36         |
| 2000                                                                            | 255 000              | 326 900   | 78.0           | 218        | 184           | 34            | 1169                     | 3                    | 45         | 152        | 36         |
| 2001                                                                            | 255 000              | 326 617   | 78.1           | 205        | 170           | 35            | 1243                     | 6                    | 40         | 269        | 36         |
| 2002                                                                            | 255 000              | 326 617   | 78.1           | 201        | 166           | 35            | 1268                     | 7                    | 44         | 264        | 35         |
| 2003                                                                            | 255 000              | 326 617   | 78.1           | 194        | 165           | 29            | 1314                     | 7                    | 39         | 259        | 35         |
| 2004                                                                            | 255 000              | 326 617   | 78.1           | 185        | 154           | 31            | 1378                     | 7                    | 42         | 168        | 35         |
| 2006                                                                            | 256 700              | 329 300   | 78.0           | 184        | 158           | 26            | 1395                     | 9                    | 34         | 184        | 35         |
| 2012                                                                            | 264 000              | 377 381   | 70.0           | 153        | 133           | 20            | 1725                     | 13                   | 30         | 162        | 35         |
| 2015                                                                            | 274 000              | 387 817   | 70.7           | 112        | 97            | 15            | 2446                     | 19                   | 29         | 137        | 35         |
| 2018                                                                            | 278 900              | 395 500   | 70.5           | 96         | 82            | 14            | 2905                     | 21                   | 29         | 107        | 35         |
| 2020                                                                            | 285 600              | 405 010   | 70.5           | 90         | 76            | 14            | 3173                     | 23                   | 29         | 97         | 35         |
| 2022                                                                            | 272 000              | 407 444   | 66.8           | 92         | 78            | 14            | 2956                     | 25                   | 25         | 87         | 35         |
| Fuente: Catholic-Hierarchy, que a su vez toma los datos del Anuario Pontificio. |                      |           |                |            |               |               |                          |                      |            |            |            |

## Episcopologio

### Obispos de Dax
- San Vicente † (circa siglo IV)
- Graziano † (mencionado en 506)
- Carterio † (mencionado en 541)
- Liberio † (antes de 549-después de 551)
  - Faustiano † (584-585 depuesto) (obispo ilegítimo)
- Nicezio † (585-?)
- Illidio †
- Rivelato †[nota 1]
- Olterio † (mencionado en 898)
- Episcopi Vasconiensis:
  - Gombaldo † (mencionado en 977)
  - Arsio Raca † (mencionado en 982)
  - Raymond I le Vieux † (antes de 1033-1058 depuesto)
- Raimond II le Jeune † (circa 1059)[nota 2]
- Macaire † (circa 1059-circa 1061)
- Grégoire de Montaner † (circa 1062-circa 1068 renunció)
- Bernard de Mugron, O.S.B. † (circa 1068-25 de julio de 1097 falleció)
- Raymond de Sentes † (circa 1098-28 de marzo de 1117 falleció)
- Guillaume de Heugas † (1117-1143 falleció)
- Arnaud-Guillaume de Sort † (1143-2 de enero de 1168 falleció)
- Guillaume Bertrand † (1168-25 de abril de 1203 falleció)
- Jean de Cauna † (1203-mayo de 1204 falleció)
- Fortanier de Mauléon † (circa de junio de 1204-17 de febrero de 1216 falleció)
- Arnaud de Lescar † (1216-circa 1220)
- Gaillard de Salinis † (circa 1220-27 de noviembre de 1233 falleció)
- Gratien d'Amou † (mencionado en 1234)
- Arnaud-Raimond de Tartas † (1234-circa 1238)
- Navarre de Miossenx † (antes de junio de 1239-3 de noviembre de 1272 falleció)
  - Sede vacante (1272-1278)
- Arnaud de Ville † (5 de abril de 1278-11 de marzo de 1305 falleció)
- Garsie-Arnaud de Caupenne † (antes de septiembre de 1305-8 de enero de 1327 falleció)
- Bernard de Liposse † (19 de enero de 1327-1359 falleció)
- Pierre la Cobre † (15 de marzo de 1359-15 de abril de 1359 falleció)
- Pierre Itier † (10 de mayo de 1359-17 de septiembre de 1361 renunció)
- Bernard d'Albret, O.F.M. † (1 de junio de 1362-1362 falleció)
- Jean de Saya † (18 de enero de 1363-9 de junio de 1375 nombrado obispo de Agen)
- Jean de Hanecourt † (9 de junio de 1375-agosto de 1375 falleció)
- Obediencia aviñonesa:
  - Jean Bauffès † (27 de agosto de 1375-4 de diciembre de 1391 nombrado obispo de Vic)
  - Pierre Troselli † (4 de diciembre de 1391-9 de marzo de 1405 depuesto)
  - Nicolas Duriche, O.P. † (27 de mayo de 1412-1423)
- Obediencia romana:
  - João Guterres † (circa de marzo de 1380-después de mayo de 1393 falleció)
  - Pierre du Bosc † (5 de diciembre de 1393-27 de abril de 1400 falleció)
  - Pierre Ameil de Brénac, O.E.S.A. † (19 de junio de 1400-4 de mayo de 1401 renunció) (administrador apostólico)
  - Garsie-Arnaud de Navailles † (4 de mayo de 1401-dopo de mayo de 1407)
  - Pèlegrin du Fau † (circa de noviembre de 1407-1408 o 1409)
  - Pierre d'Anglade, O.P. † (23 de agosto de 1409-1420 renunció)
- Francesco Piccolpasso † (29 de marzo de 1423-26 de febrero de 1427 nombrado obispo de Pavía)
- Bernard de la Planche, O.S.B. † (26 de febrero de 1427-1439 depuesto)
- Garsie-Arnaud de la Sègue † (25 de septiembre de 1439-9 de diciembre de 1444 nombrado obispo de Bayona)
- Guillaume-Arnaud de la Borde † (9 de diciembre de 1444-?)
- Bertrand † (?-5 de julio de 1451 nombrado obispo de Oloron)[nota 3]
  - Pierre de Foix, O.F.M. † (5 de julio de 1451-30 de mayo de 1459 renunció) (administrador apostólico)
- Jean de Foix † (30 de mayo de 1459-9 de mayo de 1466 nombrado obispo de Saint-Bertrand-de-Comminges)
- Bertrand de Boyrie † (12 de mayo de 1466-8 de abril de 1499 renunció)
- Arnaud de Boyrie † (8 de abril de 1499-6 de febrero de 1502 falleció)
- Pierre de Caupenne † (6 de febrero de 1502 por sucesión-circa 1512? falleció)
- Jean de Lamarthonie † (circa 1512-1519 renunció o falleció)
- Gaston de Lamarthonie † (1 de abril de 1519-ottobre de 1555 falleció)
- François de Noailles † (28 de septiembre de 1556-1562 renunció)
  - Gilles de Noailles † (1562-10 de agosto de 1597 renunció) (ilegítimo)
- Jean-Jacques du Sault † (25 de mayo de 1598-25 de mayo de 1623 falleció)
- Philibert du Sault † (25 de mayo de 1623 por sucesión-11 de noviembre de 1638 falleció)
- Jacques Desclaux † (11 de abril de 1639-4 de agosto de 1658 falleció)
- Guillaume le Boux † (26 de mayo de 1659-15 de diciembre de 1666 nombrado obispo de Périgueux)
- Hugues de Bar † (7 de marzo de 1667-8 de enero de 1671 renunció)
- Paul-Philippe de Chaumont † (14 de diciembre de 1671-1684 renunció)
  - Léon de Lalanne † (1684-15 de agosto de 1688 renunció) (obispo electo)
  - Jean-Marie de Prugues † (15 de agosto de 1688-junio de 1690 falleció) (obispo electo)
- Bernard d'Abbadie d'Arboucave † (5 de mayo de 1692-14 de diciembre de 1732 falleció)
- François d'Andigné † (2 de septiembre de 1733-28 de mayo de 1736 falleció)
- Louis-Marie de Suarez d'Aulan † (6 de mayo de 1737-23 de enero de 1772 renunció)
- Charles-Auguste Le Quien de Laneufville † (27 de enero de 1772-antes del 29 de noviembre de 1801 renunció)
  - Sede suprimida

### Obispos de Aire
- Marcello † (antes de 506-después de 533)[nota 4]
- Rustico † (antes de 584-después de 585)
- Palladio † (mencionado en 614)
- Filibaldo † (en la época del rey Dagoberto I)
- Orso † (mencionado en 673/675)
- Asinario † (mencionado en 788/791)
- Episcopi Vasconiensis :
  - Gombaldo † (mencionado en 977)
  - Arsio Raca † (mencionado en 982)
  - Raymond le Vieux † (antes de 1033-1058 depuesto)
- Pierre I, O.S.B. † (antes de octubre de 1061-15 de julio de 1092 falleció)
- Pierre II † (mencionado en 1093 o 1095)
- Guillaume † (después de 1099-30 de noviembre de 1115 falleció)
- Bonhomme † (1116-14 de diciembre de 1147 falleció)
- Vital de Saint-Hermès † (antes de 1160-después de 1175)
- Odon d'Arbéchan † (?-23 de noviembre de 1179 falleció)
- Bernard de Marsan † (mencionado en 1182)
- Guillaume Bernard † (antes de 1188-1192 falleció)
- Martin † (mencionado en 1194)
- Vital de Boeufmort † (?-6 de julio de 1211 falleció)
- Jourdain † (1211-después de 1216)
- Gauthier, O.Cist. †
- Auger[nota 5] † (antes de 1221-24 de julio de 1237 falleció)
- Raymond de Saint-Martin † (1237]]?[nota 6]-7 de agosto de 1266 falleció)
- Pierre de Betous † (antes de noviembre de 1268-dopo de marzo de 1295 falleció)
- Martin Defosse † (1295-16 de diciembre de 1307 falleció)
- Bernard de Bats † (antes del 17 de julio de 1308-15 de enero de 1326 falleció)
- Anesanche de Toujouse † (3 de septiembre de 1326-25 de agosto de 1327 falleció)
- Garsias de Fau † (11 de enero de 1328-18 de abril de 1349 falleció)
- Dauphin de Marquefave † (17 de junio de 1349-15 de noviembre de 1354 falleció)
- Bernard † (17 de noviembre de 1354-18 de junio de 1361 nombrado obispo de Tarbes)
- Jean de Montaut † (18 de junio de 1361-mayo de 1386 falleció)
- Obediencia aviñonesa:
  - Garsias-Arnaud de Navailles † (16 de junio de 1386-abril de 1397 falleció)
  - Bernard de Brun † (15 de mayo de 1397-antes del 27 de abril de 1418 falleció)
- Obediencia romana:
  - Robert Waldby, O.E.S.A. † (4 de junio de 1386-14 de noviembre de 1390 nombrado arzobispo de Dublín)
  - Maurice Usk, O.P. † (14 de noviembre de 1390-abril de 1393 nombrado obispo de Bazas)
  - Arnaud-Guillaume de Lescun † (10 de julio de 1392-22 de diciembre de 1423 nombrado obispo de Conserans)
- Roger de Castelbon † (22 de diciembre de 1423-13 de enero de 1440 nombrado obispo de Tarbes)
- Pierre de Gachefret † (13 de enero de 1440-diciembre de 1444 falleció)
- Louis d'Albret † (7 de enero de 1445-30 de julio de 1460 nombrado obispo de Cahors)
- Tristan d'Aure † (30 de julio de 1460-después del 1 de abril de 1475 renunció)
- Pierre de Foix † (31 de julio de 1475-5 de mayo de 1484 renunció)[nota 7]
  - Mathieu de Nargassie † (5 de mayo de 1484-1485 falleció) (obispo electo)
- Bernard d'Abbadie † (15 de febrero de 1486-después del 10 de agosto de 1511)
- Antoine du Monastey † (1512-1516 falleció)
- Arnaud-Guillaume d'Aydie † (14 de enero de 1517-22 de diciembre de 1521 falleció)
- Charles de Gramont † (24 de abril de 1523-9 de marzo de 1530 nombrado arzobispo de Burdeos)
- Gabriele di Saluzzo † (9 de marzo de 1530-6 de febrero de 1538 renunció)
- Jacques de Saint-Julien † (6 de febrero de 1538-1560 falleció)
- Christophe de Foix-Candale † (13 de septiembre de 1560-4 de septiembre de 1570 falleció)
  - Sede vacante (1570-1576)
- François de Foix-Candale † (18 de julio de 1576-5 de febrero de 1594 falleció)
  - Sede vacante (1594-1606)
- Philippe Cospéan † (4 de diciembre de 1606-13 de octubre de 1621 nombrado obispo de Nantes)
- Sébastien Bouthilier † (13 de octubre de 1621-17 de enero de 1625 falleció)
  - Sede vacante (1625-1627)
- Gilles Boutault † (27 de junio de 1627-15 de noviembre de 1649 nombrado obispo de Évreux)
- Charles-François d'Anglure de Bourlémont † (10 de enero de 1650-17 de febrero de 1659 nombrado obispo de Castres)
- Bernard de Sariac † (10 de marzo de 1659-12 de octubre de 1672 falleció)
- Jean-Louis de Fromentières † (12 de junio de 1673-18 de diciembre de 1684 falleció)
  - Sede vacante (1684-1693)
- Armand Bazin de Besons † (12 de octubre de 1693-15 de septiembre de 1698 nombrado arzobispo de Burdeos)
- Louis-Gaston Fleuriau d'Armenonville † (24 de noviembre de 1698-15 de noviembre de 1706 nombrado obispo de Orléans)
- François-Gaspard de La Mer de Matha † (21 de febrero de 1707-30 de junio de 1710 falleció)
- Joseph-Gaspard de Montmorin de Saint-Hérem de La Chassaigne † (10 de noviembre de 1710-7 de noviembre de 1723 falleció)
- Gilbert-Gaspard de Montmorin de Saint-Hérem de La Chassaigne † (7 de noviembre de 1723 por sucesión-1 de diciembre de 1734 nombrado obispo de Langres)
- François de Serret de Gaujac † (27 de febrero de 1736-18 de noviembre de 1757 falleció)
- Plaicart de Raigecourt † (13 de marzo de 1758-26 de octubre de 1783 falleció)
- Sébastien-Charles-Philibert de Roger de Cahuzac de Caux † (26 de octubre de 1783 por sucesión-1816 renunció)[nota 8]
  - Sede suprimida (1801-1822)
- Jean-François-Marie Le Pappe de Trévern † (16 de mayo de 1823-9 de abril de 1827 nombrado obispo de Estrasburgo)
- Dominique-Marie Savy † (25 de junio de 1827-12 de diciembre de 1839 renunció)
- François-Adélaïde-Adolphe Lanneluc † (12 de diciembre de 1839 por sucesión-30 de junio de 1856 falleció)
- Prosper-Michel-Arnaud Hiraboure † (15 de diciembre de 1856-6 de junio de 1859 falleció)
- Louis-Marie-Olivier Epivent † (26 de septiembre de 1859-22 de julio de 1876 falleció)
- Victor-Jean-François-Paulin Delannoy † (18 de diciembre de 1876-7 de agosto de 1905 falleció)
- François-Eugène Touzet † (21 de febrero de 1906-23 de septiembre de 1911 falleció)
- Maurice-Charles-Alfred de Cormont † (27 de noviembre de 1911-22 de diciembre de 1930 renunció[nota 9])
- Clément Mathieu † (12 de septiembre de 1931-31 de marzo de 1933 nombrado obispo de Aire y Dax)

### Obispos de Aire y Dax
- Clément Mathieu † (31 de marzo de 1933-25 de marzo de 1963 falleció)
- Fernand-Pierre-Robert Bézac des Martinies † (25 de marzo de 1963 por sucesión-25 de abril de 1978 renunció)
- Robert Pierre Sarrabère † (25 de abril de 1978 por sucesión-18 de junio de 2002 retirado)
- Philippe Jean Louis Breton † (18 de junio de 2002-24 de enero de 2012 retirado)
- Hervé Gaschignard (24 de enero de 2012-6 de abril de 2017 renunció)
  - Bernard Charrier (6 de abril de 2017-15 de noviembre de 2017) (administrador apostólico)
- Nicolas Jean-Marie Souchu, desde el 15 de noviembre de 2017

### Diócesis de Dax
- (en francés) Charles Higounet, v. Dax, «Dictionnaire d'Histoire et de Géographie ecclésiastiques», vol. XIV, París, 1960, col. 127-140
- (en latín) Denis de Sainte-Marthe, Gallia christiana, vol. I, París, 1715, col. 1035-1070
- (en francés) Louis Duchesne, Fastes épiscopaux de l'ancienne Gaule, vol. II, París, 1910, p. 97
- (en francés) E. Dufourcet, Les Evêques de Dax depuis Saint Vincent de Sentes jusqu'à monseigneur Le Quien de Laneuville, en Bulletin de la Société de Borda, quatrième année, 1879, pp. 205-230
- (en francés) Antoine Degert, Histoire des évêques de Dax, Dax, 1899
- (en latín) Pius Bonifacius Gams, Series episcoporum Ecclesiae Catholicae, Ratisbona, 1873, pp. 543-544
- (en latín) Konrad Eubel, Hierarchia Catholica Medii Aevi, vol. 1, p. 97; vol. 2, p. 91; vol. 3, p. 113; vol. 4, p. 89; vol. 5, p. 93; vol. 6, pp. 92-93

### Diócesis de Aire
- (en francés) Antoine Degert, v. Aire, en Dictionnaire d'Histoire et de Géographie ecclésiastiques, vol. I, París, 1909, col. 1210-1215
- (en latín) Denis de Sainte-Marthe, Gallia christiana, vol. I, París, 1715, col. 1147-1188
- (en francés) Louis Duchesne, Fastes épiscopaux de l'ancienne Gaule, vol. II, París, 1910, p. 100
- (en francés) Antoine Degert, Liste critique des évêques d'Aire, en Bulletin historique et philologique, 3-4 (1901), pp. 331-346
- (en francés) Antoine Degert, Histoire des évêques d'Aire, París, 1908
- (en latín) Pius Bonifacius Gams, Series episcoporum Ecclesiae Catholicae, Ratisbona, 1873, pp. 480-481
- (en latín) Konrad Eubel, Hierarchia Catholica Medii Aevi, vol. 1, p. 72; vol. 2, p. 80; vol. 3, p. 95; vol. 4, p. 69; vol. 5, p. 70; vol. 6, p. 67